# Жовтушник запашний
Жовтушник запашний, жовтушник пахучий (Erysimum odoratum) — вид рослин з родини капустяних (Brassicaceae); поширений у Європі від Франції до Уралу та в Азії — Казахстан, Західний Сибір, пн.-зх. Китай.

## Опис

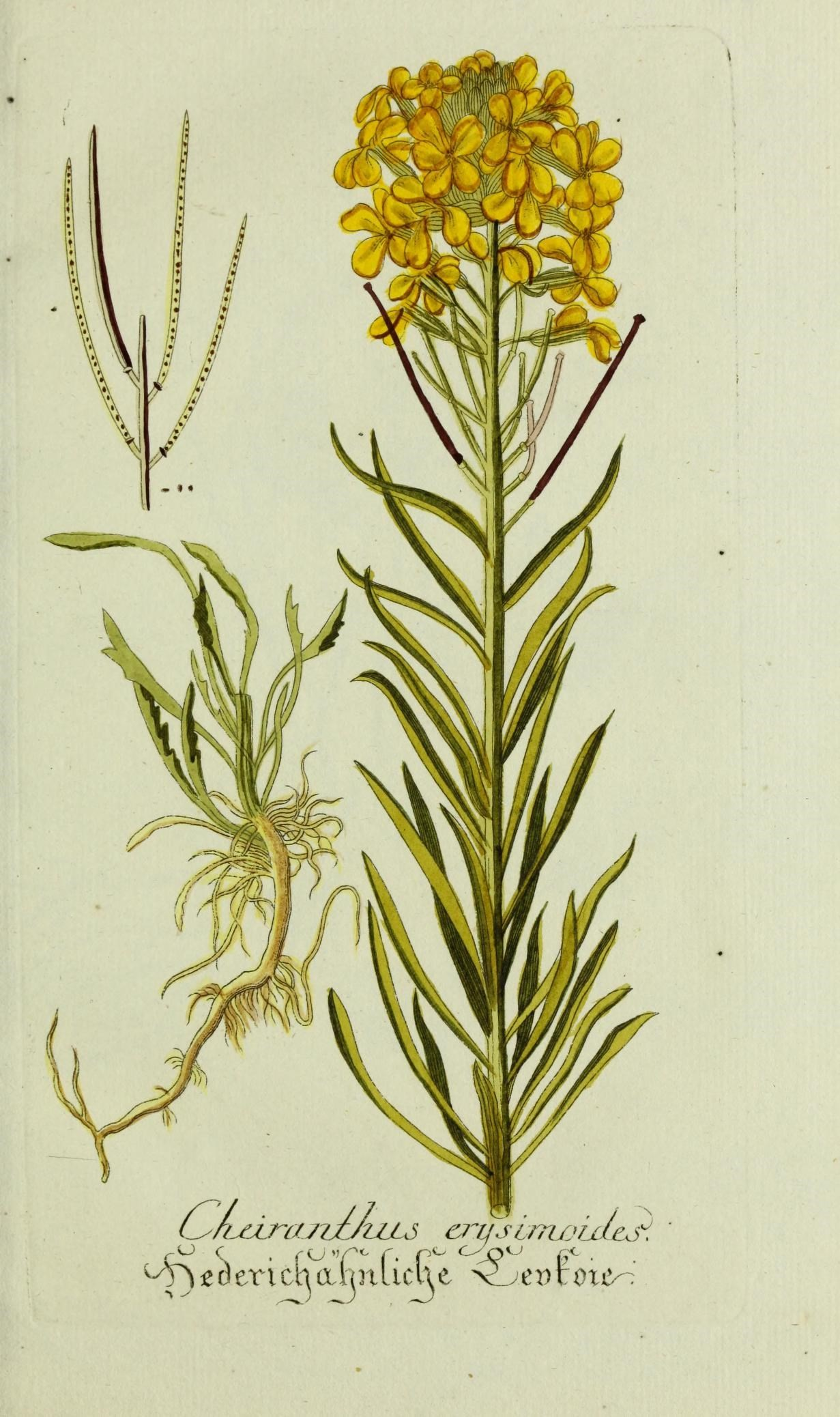
ілюстрація

Дворічна рослина 30–100 см. Листки вкриті 3-роздільними волосками, віддалено крупно-гостро-зубчасті, рідко цілокраї. Чашечка 6.5–9 мм довжиною. Пелюстки золотисто-жовті, 14–18 мм завдовжки. Стручки 4-гранні, косо спрямовані вгору, 4–6 см завдовжки, на гранях сіруваті від густого запушення притиснутими волосками, а на ребрах майже голі, зеленуваті.

## Поширення
Поширений у Європі від Франції до Уралу та в Азії — Казахстан, Західний Сибір, північно-західний Китай.
В Україні вид зростає на схилах, у чагарниках — у Закарпатті, рідко Розточчі-Опіллі, Лісостепу і Степу, рідко (Донецька обл.).